# Anchored in Love: Their Complete Victor Recordings (1927-1928)
Anchored in Love: Their Complete Victor Recordings (1927–1928) è una compilation di canzoni del gruppo statunitense di musica country The Carter Family, uscita nel 1993. Questa è la prima di nove compilation pubblicate dalla Rounder Records sulle registrazioni del gruppo per l'etichetta Victor.

## Storia
L'originale formazione della Carter Family consisteva in A.P. Carter, sua moglie Sara Carter e sua cognata Maybelle Carter. Tutti e tre erano originari della Virginia, dove vivevano immersi nelle armonie della musica gospel e folk di montagna. A.P. Carter raccolse una serie di ballate tradizionali durante i suoi viaggi nel sud ovest della Virginia, che modificò e riadattò depositandole a suo nome.
Nell'agosto del 1927, il trio viaggiò fino a Bristol, nel Tennessee, per un'audizione presso il produttore Ralph Peer, il quale era in cerca di nuovi talenti e si dimostrò interessato a produrre qualche brano dei Carter. Vennero così registrate un paio di canzoni, per le quali i Carter ricevettero un compenso di 50 dollari l'una, e il gruppo si spostò a Camden, nel New Jersey, dove registrarono molti brani importanti.
(Ralph Peer)
La compilation si presenta con le tracce completamente rimasterizzate in digitale, e include un libretto contenente alcune note scritte dallo storico della musica country Charles K.Wolfe.

## Accoglienza
Nella sua recensione su AllMusic, il critico Ron Wynn dichiara che le registrazioni della Carter Family furono seminali per la storia della musica country, mentre il critico Alan Nash scrisse che "quando Sara Carter diede sfogo al proprio canto, con la sua semplice voce da soprano accentata ("cwar" per "choir"), sicuramente gli angeli in cielo presero nota.
- Allmusic: 5 stelle su 5[1]
- Entertainment Weekly: (A)[5]

## Tracce
Tutti i brani sono accreditati ad A.P. Carter, eccetto ove indicato.
- "Keep On the Sunny Side" (Ada Blenkhorn, J. Howard Entwisle, A. P. Carter) – 2:54
- "The Storms Are on the Ocean" – 2:50
- "Wildwood Flower" (Maud Irving, Joseph Philbrick Webster, A. P. Carter) – 3:09
- "Meet Me by the Moonlight Alone" (A. P. Carter, Sara Carter, Maybelle Carter) – 3:17
- "The Wandering Boy" – 3:23
- "River of Jordan" – 2:38
- "I Ain't Goin' to Work Tomorrow" – 2:44
- "Anchored in Love" – 3:24
- "Little Darlin' Pal of Mine" – 3:16
- "Bury Me Under the Weeping Willow" – 2:53
- "Single Girl, Married Girl" (A.P. Carter, Tim Hauser, Laurel Masst, Alan Paul, Janis Siegel) – 2:50
- "Little Log Cabin by the Sea" – 2:48
- "Chewing Gum" – 3:04
- "The Poor Orphan Child" – 3:24
- "John Hardy Was a Desperate Little Man" – 2:55
- "Will You Miss Me When I'm Gone?" – 3:15

## Formazione
- A.P. Carter – vocals
- Maybelle Carter – vocals, guitar, autoharp
- Sara Carter – vocals, autoharp

## Produttori
- Ralph Peer – producer
- Dr. Toby Mountain – mastering
- Scott Billington – design, photo imaging
- Charles K. Wolfe – liner notes, photography